# Suisei no Gargantia
Suisei no Gargantia (翠星のガルガンティア?, Suisei no Garugantia), conosciuto anche come Gargantia on the Verdurous Planet, è un anime del 2013, prodotto da Production I.G e diretto da Kazuya Murata, andato in onda nelle televisioni giapponesi dal 7 aprile al 30 giugno 2013. La sceneggiatura del titolo è ad opera di Gen Urobuchi e dello stesso Kazuya Murata, mentre il character design di base è stato curato da Hanaharu Naruko. Il 30 e 31 marzo 2013, durante l'Anime Contents Expo, Suisei no Gargantia è stato protagonista di una campagna promozionale che avrebbe distribuito 8000 copie gratuite dei primi due episodi in Blu-ray, rendendoli quindi un'anteprima rispetto all'uscita televisiva.

## Trama
In un distante futuro, l'umanità è altamente progredita ma sprovvista di un proprio pianeta, vive sparsa tra le stelle, in enormi costruzioni fluttuanti nello spazio che convergono in quella che è stata chiamata l'Alleanza Galattica dell'Umanità. A condurre una vita diversa dai normali cittadini sono i soldati: l'addestramento incomincia anche prima dell'adolescenza e porta i soggetti a vivere distanti dalla loro patria o da qualsivoglia fissa dimora, a tal punto che essi non vedono quasi più l'utilità di possedere una così grande libertà. Come il rigido sistema può dare a pensare, l'umanità non è sola nella galassia, ma è infatti impegnata in una guerra genocida contro una specie aliena piantiforme chiamata Hideauze. Protagonista della storia è uno di questi giovani ragazzi-soldato: il sottotenente Ledo, pilota di macchine umanoidi con I.A. autonoma - la sua prende il nome di Chamber. Dopo un disastroso tentativo dell'Alleanza di distruggere una preziosa arma nemica, Ledo, aggredito da un Hideauze, finisce nell'ergosfera di un ponte di Einstein-Rosen e supera l'orizzonte degli eventi.
Salvato da una crio-stasi durata ben sei mesi, atta a risanare ferite e lesioni, Ledo viene risvegliato da Chamber per un'importante decisione su come agire. Il mecha di Ledo è stato ritrovato da un gruppo di umani, ma che appaiono subito differenti agli occhi del ragazzo: hanno i capelli colorati e vivono su una struttura che non tiene conto né del vuoto dello spazio, né dell'assenza di gravità. A non passare inosservata è anche la scarsa tecnologia di cui si avvalgono queste persone, così come il loro singolare vestirsi. Dopo un tentativo di fuga, Ledo si rende conto di trovarsi sulla superficie di un pianeta caldo ed abitabile, in cui gli altri umani vivono su grandi navi-stazione in mezzo al mare. Analizzando la volta celeste, Chamber rileva un riscontro: si trovano sul terzo pianeta del sistema solare, la Terra, la culla della loro razza, ormai solo citata negli archivi.

## Personaggi

### Protagonisti
Ledo (レド?, Redo)
Doppiato da Kaito Ishikawa
Sedicenne Tenente dell'Alleanza Galattica, naugrafrato sulla Gargantia su Terra. Prova qualcosa per Amy.
Amy (エイミー?, Eimī)
Doppiato da Hisako Kanemoto
Quindicenne ragazza che abita su Gargantia come messaggera. Incontra Ledo dopo il suo risveglio dall'ibernazione e decide di fargli da guida. Prova qualcosa per Ledo.

### Personaggi secondari
Ridget (リジット?, Rijitto)
Doppiato da Sayaka Ōhara
Ventiduenne ufficiale su Gargantia: è il braccio destro del comandante della flotta Ferrock e sua figlia del suo predecessore, Chevron.
Bellows (ベローズ?, Berōzu)
Doppiata da Shizuka Itō
Leader della squadra scavatrice della Gargantia.
Pinion (ピニオン?, Pinion)
Doppiato da Katsuyuki Konishi
Giovane ragazzo che occupa della mantenuzione, dalla grande conoscenza e abilità.
Bebel (ベベル?, Beberu)
Doppiato da Yuka Terasaki
Fratellino di Amy.
Ferrock (フェアロック?, Fearokku)
Doppiato da Hideaki Tezuka
Comandante della flotta Gargantia.
Saaya (サーヤ?, Sāya)
Doppiata da Ai Kayano
Messaggera di 15 anni, amica di Amy.
Melty (メルティ?, Meruti)
Doppiata da Kana Asumi
Un vivace messaggera di 14 anni, amica di Amy.
Joe (ジョー?, Jō)
Doppiato da Yūki Hayashi
Giovane artigiano, come saldatore.
Kugel (クーゲル?, Kūgeru)
Doppiato da Yūki Ono
Superiore di Ledo nell'Alleanza Galattica Umana. Si è sacrificato per salvare Ledo e gli altri soldati attaccati dagli Hideauze.
Grace (グレース?, Gurēsu)
Scoiattolo di Amy.

### Machine Calibers
Avanzati mecha usati dall'Alleanza Galattica Umana per combattere i Hideauze.
Chamber (チェインバー?, Cheinbā)
Doppiato da Tomokazu Sugita
Mecha di Ledo e partner; un robot per prodotto in massa dell'Alleanza Galattica Umana. Si descrive come un programma progettato specificamente per garantire il successo della missione del proprio pilota. Dopo aver incontrato la gente della Gargantia, riesce ad analizzare e decodificare il loro linguaggio, facendo da traduttore tra Ledo e loro.
Striker (ストライカー?, Sutoraikā)
Doppiata da Ayumi Fujimura
Un potente robot dell'Alleanza Galattica, usato da Kugel.

### Yumboroidi
"Yumboroide" (ユンボロイド?, Yunboroido) è un neologismo delle parole "yumbo" e "androide". "Yumbo" è un termine francese per escavatore, usato ora in giapponese (ユンボ). Il nome è accorciato in "yumboro". Sono quindi macchine.
Large Yumboro (大型ユンボロ?, Ōgata Yunboro)
Grande macchina con quattro braccia.
Mid-sized Yumboro (中型ユンボロ?, Chūgata Yunboro)
Macchina da costruzione di dimensioni medie, usata anche per i combattimenti.
Small Yumboro (小型ユンボロ?, Kogata Yunboro)
Piccola macchina per compiti delicati.
Diver Yumboro (潜水ユンボロ?, Sensui Yunboro)
Macchina da costruzione per il salvataggio di lavoratori in pericolo.
Pirate Yumboro (海賊ユンボロ?, Kaizoku Yunboro)
Macchina da combattimento contro gruppi di pirati Raceige.
Surfing Lobster
Macchine da combattimento dei pirati Raceige, simili alle aragoste.

## Episodi
| Nº       | Titolo italiano (traduzione letterale) Giapponese 「Kanji」 - Rōmaji                                              | In onda           | In onda |
| Nº       | Titolo italiano (traduzione letterale) Giapponese 「Kanji」 - Rōmaji                                              | Giapponese        |         |
| 1        | Naufrago 「漂流者」 - Hyōryūsha                                                                                   | 7 aprile 2013     |         |
| 2        | Il pianeta dell'origine 「始まりの惑星」 - Hajimari no wakusei                                                    | 14 aprile 2013    |         |
| 3        | L'imperatrice infame 「無頼の女帝」 - Burai no jotei                                                              | 21 aprile 2013    |         |
| 4        | Il flauto dei ricordi 「追憶の笛」 - Tsuioku no fue                                                               | 28 aprile 2013    |         |
| 5        | Giornata di calma piatta 「凪の日」 - Nagi no hi                                                                  | 5 maggio 2013     |         |
| 6        | Il festival 「謝肉祭」 - Shanikusai                                                                               | 12 maggio 2013    |         |
| 7        | Il destino di un soldato 「兵士のさだめ」 - Heishi no sadame                                                      | 19 maggio 2013    |         |
| 8        | Separazione 「離別」 - Ribetsu                                                                                    | 26 maggio 2013    |         |
| 9        | Il segreto negli abissi marini 「深海の秘密」 - Shinkai no himitsu                                                | 2 giugno 2013     |         |
| 10       | L'isola dell'ambizione 「野望の島」 - Yabō no shima                                                               | 9 giugno 2013     |         |
| 11       | Il sovrano del terrore 「恐怖の覇王」 - Kyōfu no haō                                                              | 16 giugno 2013    |         |
| 12       | Il momento della decisione 「決断のとき」 - Ketsudan no toki                                                      | 23 giugno 2013    |         |
| 13       | La leggenda del pianeta verdeggiante 「翠の星の伝説」 - Midori no hoshi no densetsu                               | 30 giugno 2013    |         |
| 14 (OAV) | La flotta abbandonata 「廃墟船団」 - Haikyo sendan                                                                | 28 agosto 2013    |         |
| 15 (OAV) | Un altare di rara bellezza 「まれびとの祭壇」 - Marebito no saidan                                                | 25 ottobre 2013   |         |
| 16 (OAV) | Ben oltre il viaggio 1/2 「翠星のガルガンティア～めぐる航路、遥か～」 - Suisei no Gargantia: Meguru kouro, haruka | 27 settembre 2014 |         |
| 17 (OAV) | Ben oltre il viaggio 2/2 「翠星のガルガンティア～めぐる航路、遥か～」 - Suisei no Gargantia: Meguru kouro, haruka | 4 aprile 2015     |         |

## Colonna sonora
Sigle di apertura
- Kono sekai wa bokura o matte ita (この世界は僕らを待っていた? lett. "Questo mondo in attesa per noi"), cantata da Minori Chihara.

Sigle di chiusura
- Sora to kimi no message (空とキミのメッセージ?, Sora to kimi no Messēji, lett. "Il cielo e il tuo messaggio") cantata da ChouCho.